# Forte de Nossa Senhora da Glória do Campinho
O Forte de Nossa Senhora da Glória do Campinho localiza-se no bairro do Campinho, na Zona Oeste da cidade do Rio de Janeiro, no estado de mesmo nome, no Brasil.

## História
Embora alguns autores admitam a hipótese desta posição remontar a uma bateria de campanha, no contexto do combate às forças do corsário francês Jean-François Duclerc (1710), SOUZA (1885) refere que este forte se erguia em posição dominante na antiga Estrada Real de Santa Cruz, próximo ao cruzamento da Estrada do Campo Grande e da Estrada de Jacarepaguá (op. cit., p. 113).
Iniciado em 1822 sob a invocação de Nossa Senhora da Glória, ficou artilhado com nove peças. Cooperava com baterias existentes nas elevações fronteiras (contrafortes da serra do Andaraí e da serra do Irajá), dominando as estradas citadas e ainda a Estrada do Irajá, onde se localizava, à época (1885), o largo do Madureira (ver Baterias do Engenho Novo). O Decreto Regencial de 24 de dezembro de 1831 mandou desarmá-lo e às baterias auxiliares. A partir de 1852, nas suas dependências foi instalado o Laboratório Pirotécnico do Exército (op. cit., p. 113), uma fábrica de munições que teria funcionado até 1900.
As fortificações do Campinho, de Irajá, do Engenho Novo e do Andaraí, se encontram relacionadas entre as defesas do setor Norte ("Fortificações do Campinho") no "Mapa das Fortificações e Fortins do Município Neutro e Província do Rio de Janeiro" de 1863, no Arquivo Nacional (CASADEI, 1994/1995:70-71).
Em meados do século XX, servia de Quartel para o Regimento Moto-Mecanizado e para o Núcleo da Companhia de Comunicações da Divisão Blindada (BARRETTO, 1958:244). De 1972 a 2005 ali esteve instalado o 15º Regimento de Cavalaria Mecanizada (15º RCMec). Desde então, o local encontrava-se sem uso e o Exército Brasileiro iniciou o processo de alienação do imóvel.
O imóvel foi recentemente adquirido da União em leilão, por uma empresa privada de São Paulo, que planejava a sua demolição. Na atualidade o 15 RCMec foi transferido para a Vila Militar e, no local foi erguido um hipermercado. O terreno encontra-se abandonado e sob ameaça de invasão.